# Gøsta Esping-Andersen
Gøsta Esping-Andersen (Næstved, 24 novembre 1947) è un sociologo e politologo danese.

## Biografia
Ha studiato demografia, economia e sociologia all'Università di Copenaghen e a quella del Wisconsin-Madison, dove si è laureato in sociologia nel 1978. Dopo aver insegnato alla Harvard University (1978-1986) e, in Italia, all'Istituto universitario europeo di Fiesole (1986-1993), all'Università di Trento (1993-1999), all'Università Bocconi di Milano (2017-2019) e nel 2000 è divenuto professore di sociologia all'Università Pompeu Fabra di Barcellona e membro del comitato scientifico dell'Istituto di studi e ricerche Juan March di Madrid.
Ha focalizzato le proprie indagini storiche e sociologiche soprattutto sull'analisi dello stato sociale (welfare state) e sul suo impatto all'interno delle economie capitalistiche. Lavora principalmente nel campo degli studi comparativi su benessere, disuguaglianza sociale, mobilità sociale, disoccupazione, relazioni industriali e politica sociale, di cui si è occupato non solo nella sua veste di professore universitario, ma anche come consulente di numerosi enti internazionali, fra cui l'Organizzazione delle Nazioni Unite, la Banca Mondiale, l'Organizzazione per la cooperazione e lo sviluppo economico (OCSE) e l'Unione europea, e scrivendo autorevoli testi in materia.

## Opere principali
- (IT)  "Le politiche di piena occupazione" (trad. it.: Vittoria Antonelli), in Democrazia e diritto, n. 3, 1986, pp. 115-153.
- (EN)  The three worlds of welfare capitalism, Cambridge, Polity Press, 1990. ISBN 0-7456-0796-9. È la sua opera più nota e maggiormente citata. In essa l'autore riprende dalle elaborazioni classiche di Karl Polanyi (La grande trasformazione) il concetto di "demercificazione"[2] per spiegare, attraverso i riferimenti storico-istituzionali, "perché" si sono formati determinati regimi di welfare. Esping-Andersen elabora poi la ben nota tipologia dei tre regimi ideali di welfare: quello liberale (associato ai paesi anglosassoni: USA, Canada, Gran Bretagna, Australia), quello conservatore o corporativo (rilevabile nell'Europa continentale: Francia, Germania, Italia) e quello socialdemocratico (tipico dei paesi scandinavi); in seguito identificati con i tre tipi ideali dell'homo liberalis, homo familisticus e homo socialdemocraticus. Per questo lavoro Esping-Andersen è stato premiato nel 2005 con l'Aaron Wildavsky Enduring Contribution Award dell'APSA (American Political Science Association).
- (IT)  Welfare per chi avrà vent'anni nel duemila (con altri; introd.: Beniamino Lapadula), Roma, Ediesse, 1998. ISBN 88-230-0322-9.
- (IT)  Politiche del lavoro e disoccupazione in Europa (con Marino Regini), Milano, IRES Lombardia, 1998.
- (EN)  The Social Foundations of Postindustrial Economies, Oxford, Oxford University Press, 1999. ISBN 0-19-874200-2.

(IT)  I fondamenti sociali delle economie postindustriali (trad. it.: Paola Palminiello), Bologna, Il mulino, 2000. ISBN 88-15-07837-1.
- (EN)  Why we need a new welfare state (con altri), Oxford, Oxford University Press, 2002. ISBN 0-19-925642-X.
- (IT)  "I bambini nel welfare state. Un approccio all'investimento sociale", in La rivista delle politiche sociali, n. 4, 2005, pp. 43-86.[3]
- (IT)  Oltre lo stato assistenziale - per un nuovo patto tra generazioni (trad. it.: Alberto Mittone; present.: Bruno Palier), Milano, Garzanti, 2010. ISBN 978-88-11-60090-9.
- (EN)  The incomplete revolution - adapting to women's new roles, Cambridge, Polity Press, 2009. ISBN 978-0-7456-4316-8.

(IT)  La rivoluzione incompiuta - donne, famiglie, welfare (trad. it.: Paolo Salvini), Bologna, Il mulino, 2011. ISBN 978-88-15-23366-0.